# Coupe du Maroc de football 1971-1972
 (avril 2024).
Si vous disposez d'ouvrages ou d'articles de référence ou si vous connaissez des sites web de qualité traitant du thème abordé ici, merci de compléter l'article en donnant les références utiles à sa vérifiabilité et en les liant à la section « Notes et références ».
Navigation
Édition précédente Édition suivante
La saison 1971-1972 de la Coupe du Trône est la 66e édition de la compétition. 
Les deux clubs finalistes, le Chabab Mohammédia et le Racing de Casablanca ont vécu la malchance de ne pas jouer la finale à cause du coup d'état, dont le vainqueur de cette édition est resté néant à jamais.

## Déroulement

### Huitièmes de finale
| Équipe 1               | Équipe 2                  | Résultat            |
| Renaissance de Settat  | Kawkab de Marrakech       | 2 - 1               |
| Kénitra Athlétic Club  | Hassania d'Agadir         | 1 - 1 4 - 5 (t.a.b) |
| Mouloudia Club d'Oujda | Raja Club Athletic        | 3 - 1               |
| Raja de Beni Mellal    | Chabab Mohammédia         | 1 - 2               |
| Difaâ d'El Jadida      | Fath Union Sport de Rabat | 1 - 0               |
| Tihad Sportif Club     | Rapide Oued Zem           | 1 - 1 4 - 3(t.a.b)  |
| Renaissance de Kénitra | Olympique de Boujniba     | 1 - 2               |
| Racing de Casablanca   | Wydad Athletic Club       | 1 - 1 3 - 2 (t.a.b) |

### Quarts de finale
| Équipe 1               | Équipe 2              | Résultat            |
| Racing de Casablanca   | Renaissance de Settat | 1 - 1 4 - 3 (t.a.b) |
| TAS de Casablanca      | Olympique de Boujniba | 2 - 2 2 - 4 (t.a.b) |
| Mouloudia Club d'Oujda | Chabab Mohammédia     | 1 - 0 2 - 3 (t.a.b) |
| Difaâ d'El Jadida      | Maghreb de Fès        | 1 - 1 5 - 4 (t.a.b) |

### Demi-finales
| Équipe 1             | Équipe 2              | Résultat            |
| Chabab Mohammédia    | Difaâ d'El Jadida     | 1 - 1 4 - 2 (t.a.b) |
| Racing de Casablanca | Olympique de Boujniba | 6 - 1               |

### Finale
La finale doit opposer les vainqueurs des demi-finales, le Chabab Mohammédia face au Racing de Casablanca, mais celle-ci n'a pas lieu à cause du coup d'état, dont le vainqueur a resté néant.
| Coupe du Trône : Finale 1972 | Chabab Mohammédia | Finale non joué | Racing de Casablanca |  |  |
|                              |                   |                 |                      |  |  |
|                              |                   |                 |                      |  |  |